# John Lawlor Jolley
John Lawlor Jolley (ur. 14 lipca 1840 w Montrealu w Kanadzie, zm. 14 grudnia 1926 w Vermillion w Dakocie Południowej) – amerykański polityk związany z Partią Republikańską.
W latach 1891–1893 był przedstawicielem drugiego okręgu wyborczego w stanie Dakota Południowa w Izbie Reprezentantów Stanów Zjednoczonych.